# Милчен, Арнон
Арнон Милчен (англ. Arnon Milchan; ивр. ארנון מילצ'ן‎; род. 6 декабря 1944) — израильский кинопродюсер, продюсер более чем 130 полнометражных фильмов. Мультимиллиардер, владелец компании «New Regency Films», выпустившей целый ряд художественно и коммерчески успешных кинофильмов, один из самых плодовитых независимых продюсеров в истории Голливуда. Крупный израильский разведчик с 1960-х до середины 1980-х гг. Гражданин и постоянный резидент Израиля.

## Ранняя жизнь
Милчен родился в 1944 году в Подмандатной Палестине, в еврейской семье. В возрасте 21 года после неожиданной смерти отца унаследовал принадлежавшую ему компанию по производству удобрений и с годами превратил её в успешный химический бизнес. Окончил Лондонскую школу экономики и политических наук, после чего на него и его компанию Milchan Brothers Ltd. обратила внимание Лакам — секретная израильская разведывательная организация, ответственная за получение технологий и материалов для ядерного оружия Израиля и других высокотехнологичных программ.

## Киноиндустрия и другие работы
Арнон Милчен был вовлечён в американский кинобизнес в 1977 году, после того как был представлен американскому продюсеру Эллиотту Кастнеру. Самым заметным примером продюсерской работы Милчена стало сотрудничество с молодым Мартином Скорсезе. Милчен близко сошёлся с Робертом Де Ниро, режиссёрами Романом Полански, Серджо Леоне, Терри Гиллиамом и Оливером Стоуном. В 1991 году создал собственную производственную компанию New Regency Enterprises. В партнёрстве с Warner Brothers, а позднее с Рупертом Мёрдоком, 20th Century Fox и Puma AG, Милчен создал собственный капитал, который по состоянию на 2014 год составлял около 4,7 миллиарда долларов.
Арнон Милчен спродюсировал более 130 фильмов, среди которых «Однажды в Америке» (1984) (в котором он также появляется камео в роли водителя), «Бразилия» (1985), «Красотка» (1990), «Джон Ф. Кеннеди. Выстрелы в Далласе» (1991), «В осаде» (1992), «Прирождённые убийцы» (1994), «Парни побоку» (1995), «Секреты Лос-Анджелеса» (1997), «Бойцовский клуб» (1999), Неверная (2002) «Мистер и миссис Смит» (2005), «Рыцарь дня» (2010) и «Ной» (2014). Он был продюсером двух фильмов, получивших Оскар в номинации «Лучший фильм», — «12 лет рабства» (2013) и «Бёрдман» (2014), но не был указан как продюсер в списке номинантов.

## Фильмография
- Глубокие воды / Deep Water (2022)
- Северянин / The Northman (2022)
- Его дом / His House (2020)
- Лекарство от здоровья / A Cure for Wellness (2017)
- Кредо убийцы[уточнить] / Assassin’s Creed (2016)
- Выживший / The Revenant (2015)
- Игра на понижение / The Big Short (2015)
- Исчезнувшая / Gone Girl (2014)
- Бёрдмэн / Birdman (2014)
- Ной / Noah (2014)
- 12 лет рабства / 12 Years a Slave (2013)
- Va-банк / Runner Runner (2013)
- Рыцарь дня / Knight and Day (2010)
- Телепорт / Jumper (2008)
- Фонтан / The Fountain (2006)
- Охранник / The Sentinel (2006)
- Моя супер-бывшая / My Super Ex-Girlfirend (2006)
- Добро пожаловать, или Соседям вход воспрещён / Deck the Halls (2006)
- Электра / Elektra (2005)
- Мистер и миссис Смит / Mr. & Mrs. Smith (2005)
- Останься / Stay (2005)
- Гнев / Man on Fire (2004)
- Сорвиголова / Daredevil (2003)
- Вердикт за деньги / Runaway Jury (2003)
- Жизнь или что-то вроде того / Life or Something Like It (2002)
- Неверная / Unfaithful (2002)
- Особо тяжкие преступления / High Crimes (2002)
- Чёрный рыцарь / Black Knight (2001)
- Не говори ни слова / Don’t Say a Word (2001)
- Страна тигров / Tigerland (2000)
- Западня / Entrapment (1999)
- Бойцовский клуб / Fight Club (1999)
- Переговорщик / The Negotiator (1998)
- Адвокат дьявола / Devil’s Advocate (1997)
- Секреты Лос-Анджелеса / L.A. Confidential (1997)
- Богус / Bogus (1996)
- Схватка / Heat (1995)
- Парни побоку / Boys on the Side (1995)
- Прирождённые убийцы / Natural Born Killers (1994)
- Небо и земля / Heaven & Earth (1993)
- В осаде / Under Siege (1992)
- Джон Ф. Кеннеди. Выстрелы в Далласе / JFK (1991)
- Красотка / Pretty Woman (1990)
- Война Роузов / The War of the Roses (1989)
- Бразилия / Brazil (1985)
- Легенда / Legend (1985)
- Однажды в Америке / Once Upon a Time in America (1984)